# El Guelb El Kebir
El Guelb El Kebir (în arabă القلب الكبير) este o comună din provincia Médéa, Algeria.
Populația comunei este de 12.782 de locuitori (2008).